# ラフターヨガ
ラフター・ヨガ（Laughter Yoga）は、ヨーガの一種。笑いヨガとも言われる。

## 概要
従来のヨガの呼吸法に「笑い」を取り入れ、年齢や性別や障害にとらわれずできる笑いの体操（笑いの健康法）である。「ヨガ」という名称ではあるが、難しいポーズをとることはない。ラフターヨガのヨガとは、ヨガの笑いを使った呼吸法という意味で、声を出して笑うことによって新しい酸素を体内に取り入れる。ユーモア、ジョークに頼らず、笑いを一つのエクササイズ（運動）としてグループまたは一人で行う。脳は作り笑いと本物の笑いを区別できないと言われているため、作り笑いでも脳に対しては同等の効果があると言われている。15分 - 20分以上笑い続けることによりリラックスでき、健康効果が得られる。2016年現在では、世界101か国以上、10,000以上のグループが活動している。